# Tlaltecuhtli
Tlaltecuhtli (nàhuatl clàssic Tlāltēuctli, pronunciació en nàhuatl: [t͡ɬaːl.teːkʷ.t͡ɬi]) és una deïtat mesoamericana precolombina adorada principalment pel poble mexica (asteca). De vegades conegut com el "monstre terrestre", el cos desmembrat de Tlaltecuhtli va ser la base del món en la història de la creació asteca del cinquè i últim cosmos. A les talles, Tlaltecuhtli es representa sovint com un ésser antropomòrfic amb els braços i les cames enrotllades. Considerada la font de tots els éssers vius, s'havia de mantenir saciada amb sacrificis humans que asseguressin la continuïtat de l'ordre del món.
Segons una font, en la creació de la Terra, els déus no es van cansar d'admirar el món líquid, ni oscil·lacions, ni moviments, per això Tezcatlipoca i Quetzalcoatl van pensar que el món acabat de crear s'havia d'habitar. I per això, van fer que la Sra. Tlalcihuatl, 'Senyora de la terra', baixés del cel, i Tlaltecuhtli, 'Senyor de la terra', seria la seva consort. Tezcatlipoca i Quetzalcoatl creen la Terra a partir del cos de Cipactli, un caiman gegant de creació pròpia a l'Omeyocan.
Tlaltecuhtli és conegut per diversos manuscrits posteriors a la conquesta que examinaven la mitologia mexica i els sistemes de creences, com l'Histoyre du méchique, el Còdex Florentí i el Còdex Bodley, tots dos compilats al segle XVI.

## Representacions a l'art

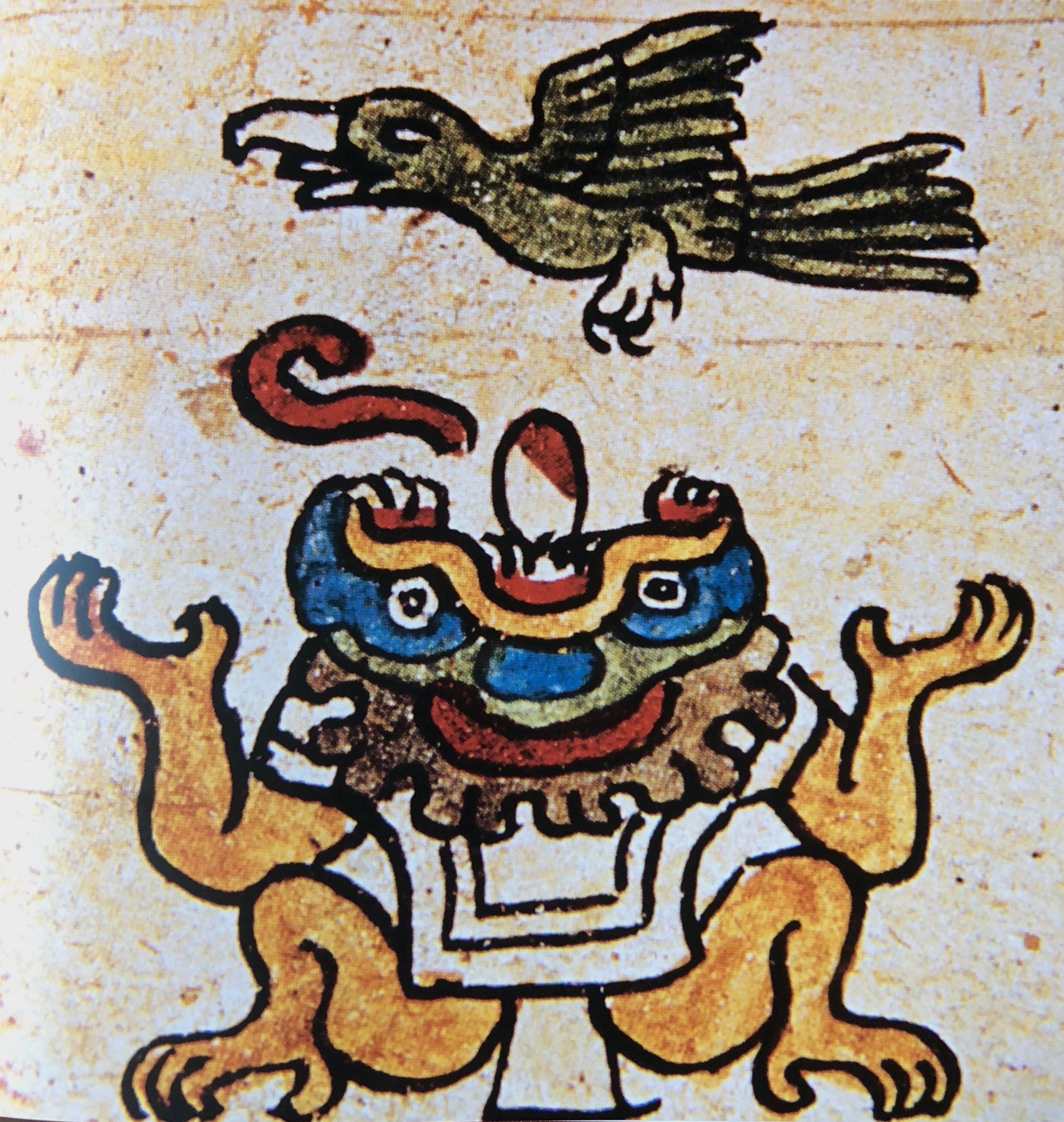
Representació de Tlaltecuhtli al Codex Borbonicus (ca. 1520), mostrada amb un ganivet de sílex entre les dents

Tlaltecuhtli es representa típicament com una criatura semblant a un gripau ajupit amb urpes massives, una boca oberta i pell de cocodril, que representava la superfície de la terra. A les talles, la seva boca es mostra sovint amb un riu de sang que flueix d'ella o un ganivet de sílex entre les dents, una referència a la sang humana de la qual tenia set. Els seus colzes i genolls solen estar adornats amb cranis humans, i de vegades apareix amb múltiples boques plenes de dents afilades per tot el cos. En algunes imatges, porta una faldilla feta d'ossos humans i una vora d'estrella, símbol del seu sacrifici primordial.
Moltes escultures de Tlaltecuhtli estaven destinades només als déus i no estaven destinades a ser vistes pels humans. Sovint es tallava al fons d'escultures on entraven en contacte amb la terra, o a la part inferior de caixes de pedra anomenades cuauhxicalli ("caixa d'àguila"), que contenien els cors de sacrifici als quals era tan parcial. En referència a la seva funció mitològica com a suport de la terra, Tlaltecuhtli es va tallar de vegades a les pedres angulars dels temples, com la plataforma de la piràmide d'El Tajín.
La importància de Tlaltecuhtli en el panteó mexica queda demostrada per la seva inclusió en les principals obres d'art. Es pot trobar una representació de la deessa a cada costat de la pedra de coronació del 1503 CE del governant asteca Moctezuma II, al costat dels glifos de foc i aigua, símbols tradicionals de la guerra. La historiadora Mary Miller fins i tot suggereix que Tlaltecuhtli pot ser la cara al centre de la famosa pedra del calendari asteca (Piedra del Sol), on simbolitza el final del 5è i últim cosmos asteca.
Tlaltecuhtli apareix al calendari asteca com el segon dels 13 dies de la divinitat, i la data del seu glif és 1 conill.

## Narrativa de la creació
Segons el Còdex Bodley, hi havia quatre déus de la terra: Tlaltecuhtli, Coatlicue, Cihuacoatl i Tlazolteotl.
A la història de la creació mexica, Tlaltecuhtli es descriu com un monstre marí (de vegades anomenat Cipactli) que va habitar a l'oceà després de la quarta Gran Inundació. Va ser una encarnació del caos que va fer estrall abans de la creació. Un dia, els déus Quetzalcoatl i Tezcatlipoca van baixar del cel en forma de serps i van trobar el monstruós Tlaltecuhtli (Cipactli) assegut a la part superior de l'oceà amb ullals gegants, pell de cocodril i cruixent de dents demanant carn per menjar-se'n. Els dos déus van decidir que el cinquè cosmos no podria prosperar amb una criatura tan horrible vagant pel món, i així es van proposar destruir-la. Per atraure-la, Tezcatlipoca va utilitzar el seu peu com a esquer, i Tlaltecuhtli se'l va menjar. En la lluita que va seguir, Tezcatlipoca va perdre el peu i Tlaltecuhtli va perdre la mandíbula inferior, eliminant-li la capacitat d'enfonsar-se sota la superfície de l'aigua. Després d'una llarga lluita, Tezcatlipoca i Quetzalcoatl van aconseguir trencar el seu cos en dos: de la meitat superior venia el cel i de la part inferior la terra. Va romandre viva, però, i va exigir sang humana com a compensació pel seu sacrifici.
Els altres déus es van enfadar en saber del tractament de Tlaltecuhtli i van decretar que les diverses parts del seu cos desmembrat es convertirien en les característiques del nou món. La seva pell es va convertir en herbes i petites flors, els seus cabells en arbres i herbes, els seus ulls en fonts i pous, el seu nas en turons i valls, les seves espatlles en muntanyes i la seva boca en coves i rius.
Segons una font, totes les divinitats de la terra són femenines, excepte l'advocació de Tezcatlipoca, que és Tepeyollotl, 'cor del turó', i Tlaltecuthli, 'senyor terra', que aquesta última està formada pel centre del cos de Cipactli, que és deu el seu altre nom, Tlalticpaque, 'senyor del món'. Tlaltecuhtli coneix a Coatlicue com a consort com a devorador, i a Coatlicue com a qui dona a llum contínuament nous éssers, homes i animals.

## Ritus i rituals

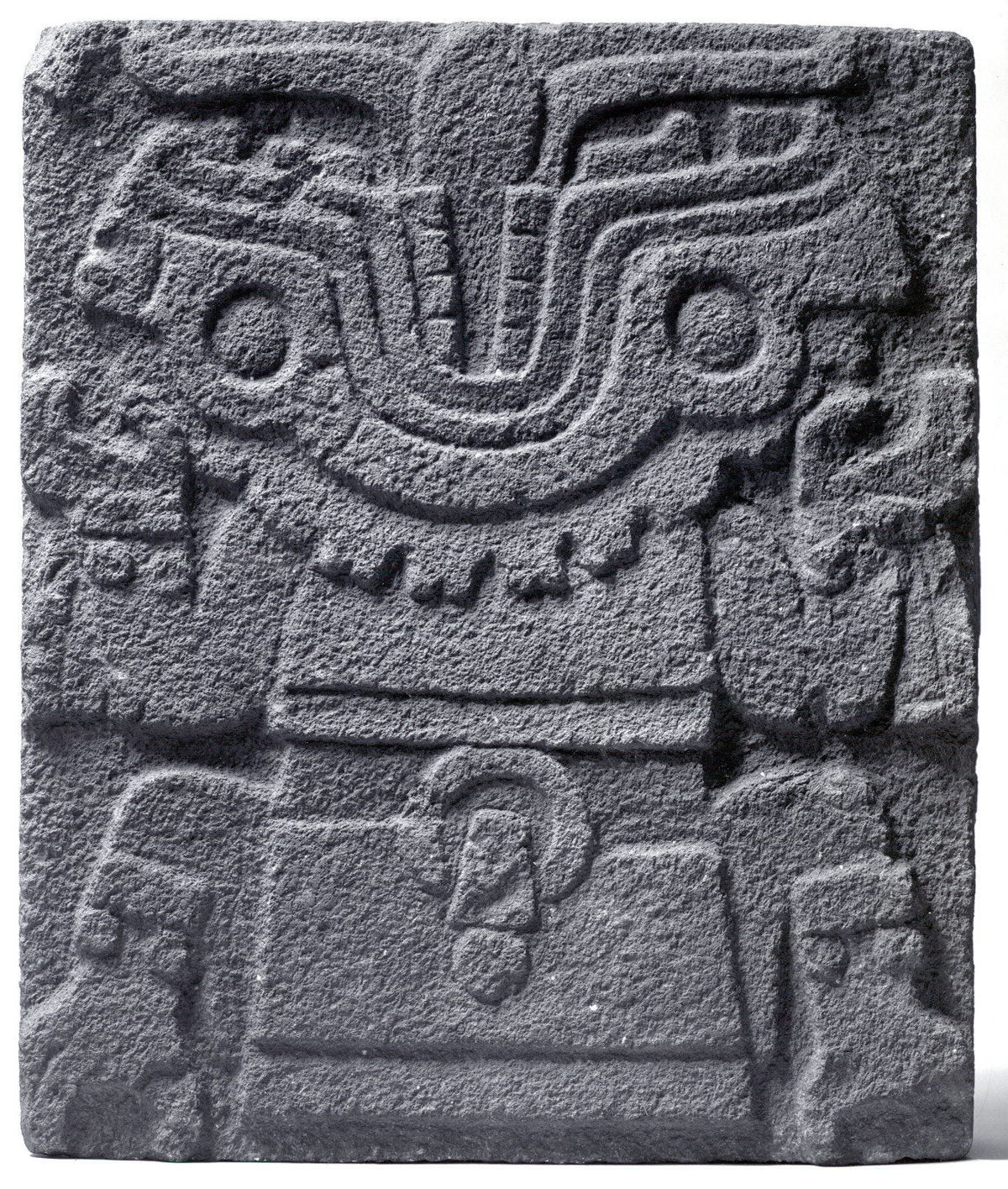
El cap de Tlatlecuhtli es mostra tirat cap enrere amb una llengua de serp i un ganivet de sacrifici entre les dents

Atès que el cos de Tlaltecuhtli es va transformar en les característiques geogràfiques, els mexicas van atribuir sons estranys de la terra com els crits de Tlaltecuhtli en la seva agonia desmembrada o les seves crides perquè la sang humana l'alimentés. Com a font de vida, es va creure necessari apaivagar Tlaltecuhtli amb sacrificis de sang, especialment cors humans. Els asteques creien que l'insaciable gana de Tlatlecuhtli havia de ser satisfeta o la deessa deixaria de nodrir-se de la terra i els cultius fallarien.
Els mexicas creuen que Tlaltecuhtli s'empassa el sol entre les seves enormes mandíbules al capvespre i el regurgita l'endemà al matí a l'alba. La por que aquest cicle es pogués interrompre, com durant els eclipsis solars, sovint era la causa del malestar i l'augment del sacrifici ritual. La connexió de Tlaltecuhtli amb el sol va assegurar que fos inclosa en les oracions que s'oferien a Tezcatlipoca abans de les campanyes militars asteques.
Finalment, a causa de l'associació de Tlatlecuhtli amb la fertilitat, les llevadores van demanar la seva ajuda durant els parts difícils, quan un "infant guerrer" va amenaçar de matar la mare durant el part.

## Debat de gènere

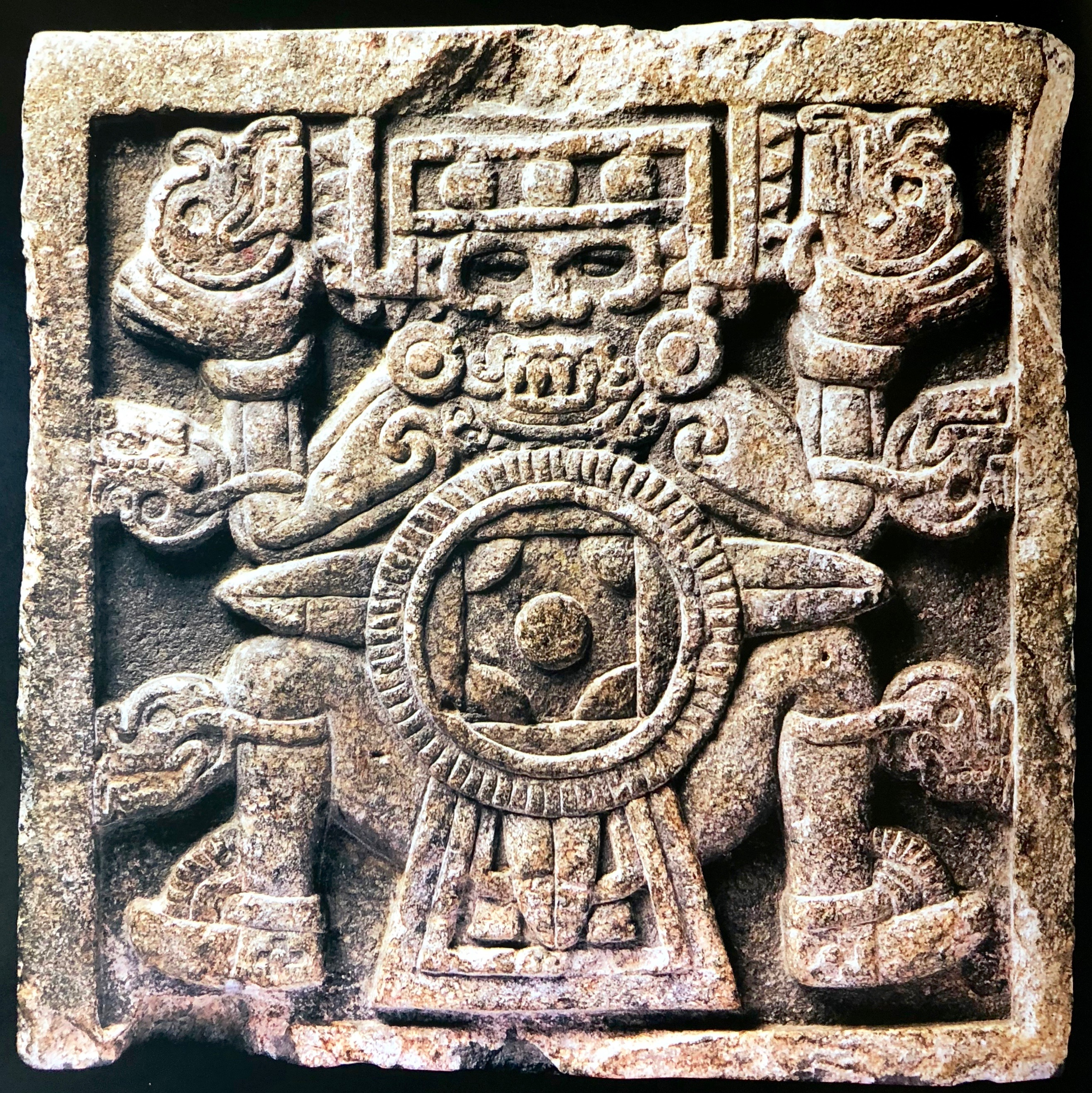
Antropomorfisme masculí de Tlaltecuhtli trobat a Tenochtitlan (ca. 1500), amb una màscara maxtlatl masculina

Un dels debats moderns més grans al voltant de Tlaltecuhtli és sobre el gènere de la deïtat. En català, "tlal-" es tradueix com a "terra" i "tecuhtli" normalment es tradueix com a "senyor". Tanmateix, "teuctli" (com la majoria de paraules en nàhuatl) no té gènere, tot i que normalment s'utilitza per descriure homes o déus masculins. Hi ha excepcions notables, per exemple, les deesses Ilamatecuhtli i Chalmecatecuhtli. Als Huehuetlahtolli recollits per Horacio Carochi a principis del 1600 (conegut com Els Diàlegs de Bancroft), és clar que "tēuctli" no vol dir "senyor". Aquestes són només aproximacions al títol nàhuatl sense gènere. Una millor interpretació és "personatge estimat" o "noble". De fet, als Diàlegs de Bancroft, les dones grans són abordades com a "notēcuiyo" o "el meu noble" diverses vegades.
Tot i que el nom de Tlaltecuhtli es pot interpretar com a masculí, la deïtat sovint es representa amb característiques i roba femenines. Segons Miller, "Tlaltecuhtli significa literalment 'Senyor de la Terra', però la majoria de les representacions asteques representen clarament aquesta criatura com a femella, i malgrat l'esperat gènere masculí del nom, algunes fonts anomenen Tlaltecuhtli una deessa. Sol estar a la gatzoneta, amb el cap cap enrere i la boca de fulles de sílex oberta."
Altres estudiosos, com Alfonso Caso, interpreten aquesta postura com un Tlaltecuhtli mascle ajupit sota terra amb la boca ben oberta, esperant devorar els morts. Tot i que la Tlaltecuhtli es troba principalment com a dona, algunes representacions són clarament masculines (tot i que aquestes distincions poden sorgir de vegades del procés de gènere en llengua espanyola). HB Nicholson escriu, "la majoria de les proves disponibles suggereixen que... el monstre terrestre en la posició de mamazouhticac va ser concebut com una dona i es va representar amb el vestit propi d'aquest sexe. Un aspecte masculí d'aquesta deïtat també va ser reconegut i representat ocasionalment amb la vestimenta adequada, però aparentment estava força subordinat a la concepció femenina més fonamental i generalitzada."

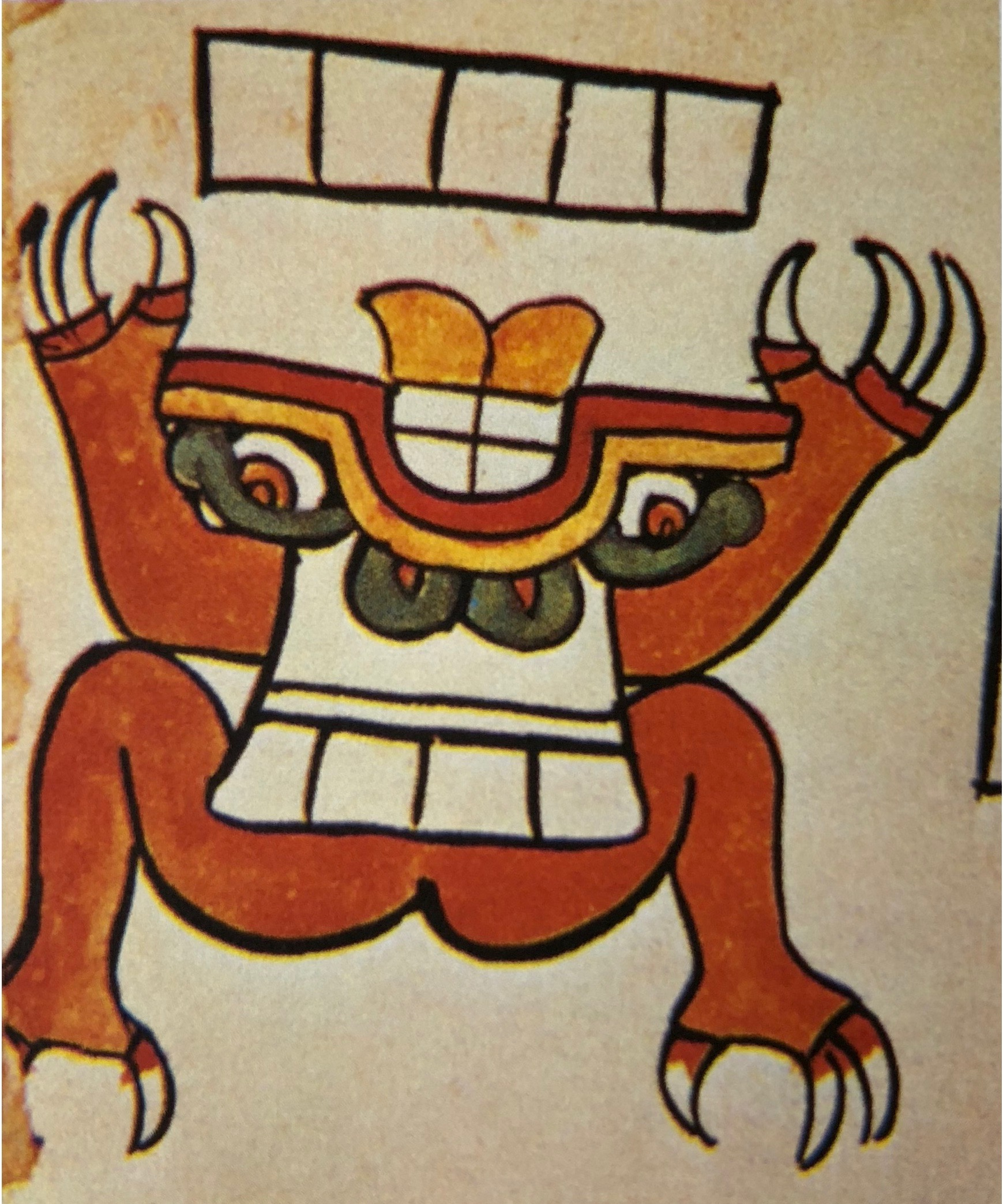
Antropomorfisme femení de Tlaltecuhtli al Còdex Tudela (ca. 1540), amb túnica huipil de dona

Aquesta ambigüitat ha fet que alguns estudiosos argumentin que Tlaltecuhtli podria haver posseït un gènere dual com diverses altres deïtats primordials mesoamericanes. Al Còdex florentí de Bernardino Sahagún, per exemple, s'invoca Tlaltecuhtli com in tonan in tota —«la nostra mare, el nostre pare»— i la deïtat és descrita alhora com un déu i una deessa. En lloc d'indicar l'hermafroditisme o l'androgínia, l'arqueòleg Leonardo López Lujan suggereix que aquestes diferents encarnacions són un testimoni de la importància de la deïtat al panteó mexica.

## Monòlit

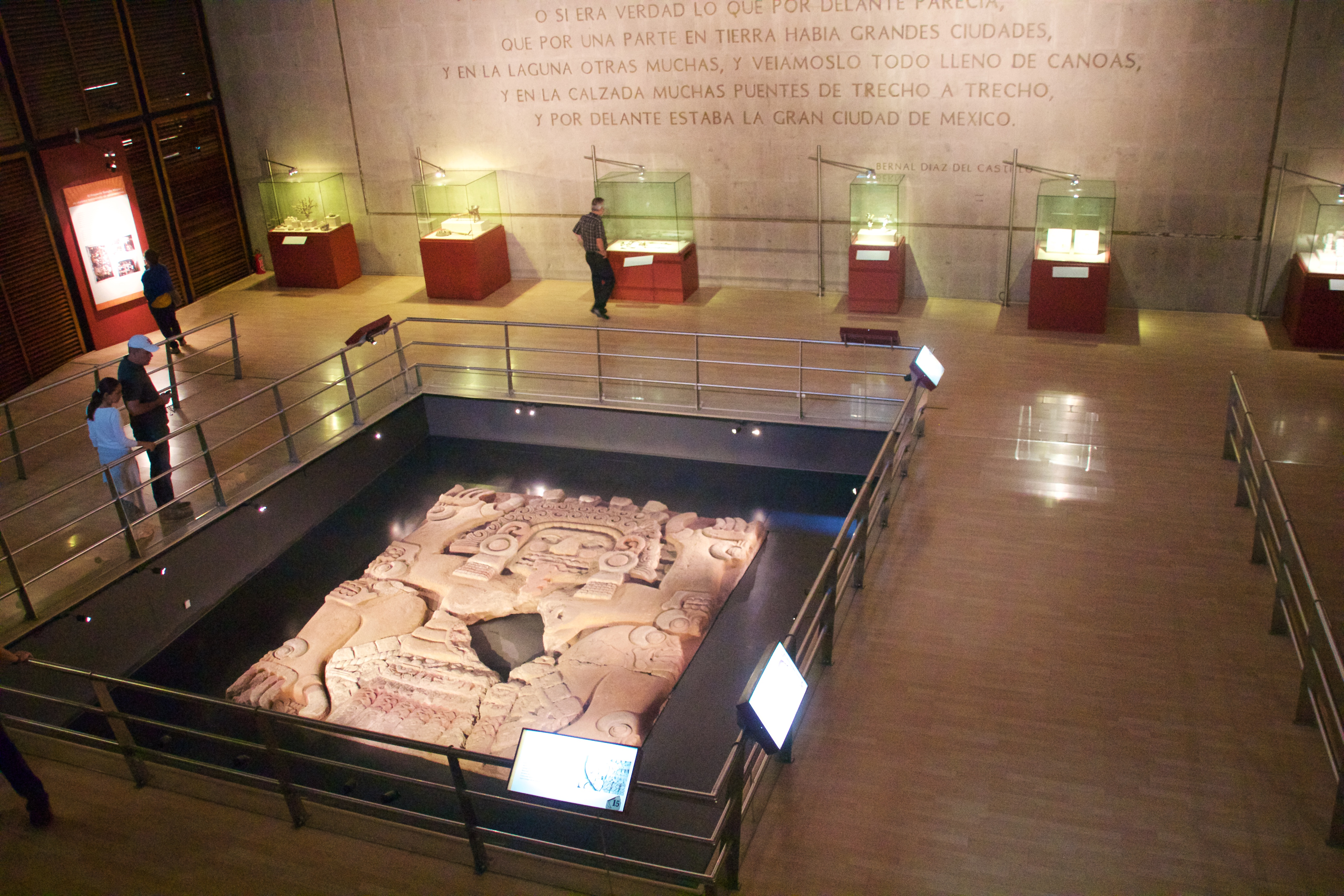
Monòlit de Tlaltecuhtli exposat al Museu del Temple Major

El 2006, un monòlit massiu de Tlaltecuhtli va ser descobert en una excavació al Temple Major de Tenochtitlan (l'actual Ciutat de Mèxic). L'escultura mesura aproximadament 4 x 3,6 metres i pesa prop de 12 tones, el que el converteix en un dels monòlits asteques més grans que s'hagin descobert mai, més gran fins i tot que la pedra del calendari. L'escultura, tallada en un bloc d'andesita rosa, presenta la deessa en la seva típica posició a la gatzoneta i està pintada de manera viva en vermell, blanc, negre i blau. La pedra es va trencar en quatre peces pel pes d'un edifici colonial que antigament hi havia al damunt. Montada de nou, es pot veure el crani i els ossos de Tlaltecuhtli vestit i el riu de sang que flueix de la seva boca.
Tot i que la majoria de representacions de Tlaltecuhtli es van col·locar boca avall, aquest monòlit es va trobar boca amunt. Aferrat a la seva urpa inferior dreta hi ha el glif de l'any per a 10 conills (1502 CE). López Lujan va assenyalar que, segons els còdexs supervivents, el 1502 va ser l'any en què un dels governants més temuts de l'imperi, Ahuitzotl, va ser enterrat. Just a sota d'aquest monument es va trobar l'Ofrena 126, un enorme dipòsit dedicatòria que contenia 12 mil objectes.
Després de diversos anys d'excavació i restauració, el monòlit es pot veure exposat al Museu del Temple Major de la Ciutat de Mèxic.